# Sulabuulbuul
De sulabuulbuul (Hypsipetes longirostris synoniem: Thapsinillas longirostris) is een zangvogel uit de familie Pycnonotidae (buulbuuls). De vogel werd in 1863 geldig beschreven door de Britse ontdekkingsreiziger en natuuronderzoeker Alfred Russel Wallace.

## Kenmerken
De vogel is 23 tot 24 cm lang. De soort behoort tot een soortencomplex waartoe ook H. affinis, H. platenae, H. aureus, H. harterti, H. longirostris, H. chloris en H. lucasi behoren. Dit zijn van boven olijfgroen gekleurde buulbuuls met een gele borst en buik.

## Verspreiding en leefgebied
De sulabuulbuul is endemisch op de eilanden van de Soela-eilanden (noordelijke Molukken). De leefgebieden liggen in natuurlijk tropisch bos in laagland en tot op 1200 meter boven zeeniveau. De vogel wordt ook aangetroffen in bosjes in agrarisch gebied, grote tuinen en secundair bos. Het is geen bedreigde soort.